# 佩加拉哈尔
佩加拉哈尔，是西班牙安达卢西亚自治区哈恩省的一个市镇。总面积80平方公里，总人口3118人（2001年），人口密度39人/平方公里。